# Вайс, Найджел
Найджел Оскар Вайс (англ. Nigel Oscar Weiss; 16 декабря 1936, Йоханнесбург — 24 июня 2020) — южноафриканский астрофизик и математик. Член Лондонского королевского общества (1992).

## Биография
Родился в еврейской семье в Йоханнесбурге (ЮАР), учился в Хилтон-колледже в Натале и школе Рагби в Англии. Изучал естественные науки в Клэр-колледже в Кембридже, где начал заниматься сначала экспериментальной сейсмологией, однако затем переключился на теоретическую работу в области магнитной гидродинамики. В 1961 году защитил докторскую диссертацию по переменным гидромагнитным движениям под руководством геофизика Эдварда Балларда.
После защиты поступил на работу в Калэмскую лабораторию. В 1965 году вернулся в Клэр-колледж в качестве преподавателя факультета прикладной математики и теоретической физики и проработал здесь до конца карьеры, став в 1987 году профессором математической астрофизики и почётным профессором после выхода в отставку. В 1993—1998 годах возглавлял Школу физических наук (англ. School of Physical Sciences). В 2000—2002 годах занимал пост президента Королевского астрономического общества, в 2007 году получил высшую награду общества — Золотую медаль.
Жена Вайса Джуди занималась английской филологией в колледже Робинсона. Увлекался искусством и состоял в научном совете Лондонской национальной галереи. Вместе с женой организовал образовательный фонд в Кейптауне для поддержки студентов из бедных семей.

## Научная деятельность
Автор фундаментальных работ по магнитной гидродинамике (МГД) и её применений в физике Солнца. В 1966 году предсказал фундаментальный эффект вытеснения магнитного потока, при котором в системе ячеек-вихрей магнитное поле вытесняется на границу вихрей за счёт одновременного действия адвекции и диффузии. В этой же работе предложил устойчивую численную схему для решения уравнений МГД, которую в дальнейшем широко использовал в своих исследованиях.
Вместе с учениками и сотрудниками детально исследовал проблему магнитоконвекции (англ. magnetoconvection), то есть тепловой конвекции в электропроводящей жидкости в присутствии внешнего магнитного поля. При учёте нелинейных эффектов и сжимаемости жидкости удалось получить результаты, применимые к описанию магнитного поля вблизи поверхности Солнца. Используя идеи из теории хаоса и сложное компьютерное моделирование, удалось существенно продвинуться в понимании взаимосвязи динамики магнитного поля и конвекции вещества.
Применял методы МГД к описанию солнечных пятен: изучил влияние конвекции и роль солнечной грануляции, накачивающей магнитный поток, на формирование, структуру, эволюцию и исчезновение пятен. Внёс существенный вклад в теорию магнитного динамо, описывающей генерацию магнитного поля при движении проводящей жидкости: одним из первых исследовал хаотическое поведение динамо и применил к объяснению особенностей солнечной активности (в особенности минимума Маундера), интерпретировал исторические сведения о нерегулярном характере солнечной цикличности с помощью хаотического поведения своей модели.

## Избранные публикации
- Weiss N.O. The expulsion of magnetic flux by eddies // Proceedings of the Royal Society A. — 1966. — Vol. 293, № 1434. — P. 310–328. — doi:10.1098/rspa.1966.0173.
- Moore D.R., Weiss N.O. Two-dimensional Rayleigh-Benard convection // Journal of Fluid Mechanics. — 1973. — Vol. 58, № 2. — P. 289-312. — doi:10.1017/S0022112073002600.
- Moore D.R., Weiss N.O. Nonlinear penetrative convection // Journal of Fluid Mechanics. — 1973. — Vol. 61, № 3. — P. 553-581. — doi:10.1017/S0022112073000868.
- Mckenzie D.P., Roberts J.M., Weiss N.O. Convection in the earth's mantle: Towards a numerical simulation // Journal of Fluid Mechanics. — 1974. — Vol. 62, № 3. — P. 465-538. — doi:10.1017/S0022112074000784.
- Mckenzie D.P., Weiss N. Speculations on the Thermal and Tectonic History of the Earth // Geophysical Journal of the Royal Astronomical Society. — 1975. — Vol. 42, № 1. — P. 131-174. — doi:10.1111/j.1365-246X.1975.tb05855.x.
- Da Costa L.N., Weiss N.O. Oscillations in double-diffusive convection // Journal of Fluid Mechanics. — 1981. — Vol. 109. — P. 25-43. — doi:10.1017/S0022112081000918.
- Weiss N.O., Cattaneo F., Jones C.A. Periodic and Aperiodic Dynamo Waves // Geophysical & Astrophysical Fluid Dynamics. — 1984. — Vol. 30, № 4. — P. 305-341. — doi:10.1080/03091928408219262.
- Beer J., Tobias S., Weiss N. An active Sun throughout the Maunder Minimum // Solar Physics. — 1998. — Vol. 181, № 1. — P. 237-249. — doi:10.1023/A:1005026001784.
- Cattaneo F., Emonet T., Weiss N. On the interaction between convection and magnetic fields // Astrophysical Journal. — 2003. — Vol. 588, № 2. — P. 1183-1198. — doi:10.1086/374313.
- Thomas J.H., Weiss N.O. Fine structure in sunspots // Annual Review of Astronomy and Astrophysics. — 2004. — Vol. 42. — P. 517-548. — doi:10.1146/annurev.astro.42.010803.115226.
- The solar tachocline / Edited by D.W. Hughes, R. Rosner, N.O. Weiss. — Cambridge University Press, 2007. — doi:10.1017/CBO9780511536243.
- Thomas J.H., Weiss N.O. Sunspots and Starspots. — Cambridge University Press, 2008. — doi:10.1017/CBO9780511536342.
- Weiss N.O., Proctor M.R.E. Magnetoconvection. — Cambridge University Press, 2014. — doi:10.1017/CBO9780511667459.